# Mořská sůl (album)
Mořská sůl je patnácté studiové album brněnské skupiny Kamelot.
Jeho hostem se stal písničkář Wabi Daněk, který společně s Romanem Horkým nazpíval píseň Objímání stromů. Titulní skladbou se stal song V rákosí, k němuž je natočen videoklip. K propagaci alba byl vytvořen projekt „O 106“, ve kterém se skupina zavázala odehrát 106 za sebou jdoucích koncertů ve 106 dnech. Turné bylo zahájeno 2. března 2009 v brněnské Semillase a završeno 14. června v Kostelci u Kyjova. V tomto období formace odehrála 110 koncertů za 105 dnů, z toho tři na Slovensku. Tím ustavila nový český rekord a byla zanesena do Knihy českých rekordů, kterou organizuje agentura Dobrý den Pelhřimov. Zároveň přispěla darem 106 000 Kč na Fond ohrožených dětí. Nové dvanáctistupňové pivo světlý ležák s názvem Kamelot začal v únoru 2009 produkovat Pivovar Černá Hora jako součást turné. Album vydala společnost EMI v roce 2009.

## Obsazení
Autorem všech textů a hudby je Roman Horký.
Složení skupiny
- Roman Horký – sólovy zpěv, kytary
- Viktor Porkristl – sólový zpěv, kytary
- Pavel Plch – rytmické nástroje, zpěv
- Jiří Meisner – baskytara, kontrabas, zpěv
- Wabi Daněk – sólový zpěv, jako host
- David Velčovský – rytmické nástroje, jako host

## Skladby
1. Mořská sůl
2. Julie
3. V rákosí
4. Objímání stromů
5. Na rozhledně
6. Prameny
7. Horník
8. Pohlednice z Rogoznice
9. Obyčejnej chlápek
10. Piňa Colada
11. La Dolce Vita